# Dasychira semotheta
Dasychira semotheta är en fjärilsart som beskrevs av Collenette 1933. Dasychira semotheta ingår i släktet Dasychira och familjen tofsspinnare. Inga underarter finns listade i Catalogue of Life.